# Шавлія сухостепова
Шавлія сухостепова (Salvia tesquicola) — вид рослин з роду шавлія родини глухокропивових.

## Морфологія
Багаторічна рослина. Стебла від основи опушені багатоклітковими тонкими волосками. Листя яйцевидно-довгасті, зморшкуваті, зверху ворсисто-опушені, з домішкою дуже мілких короткостеблових залозок. Квітки по 4-6 зібрані в мутовки, лилові, віночок двогубий. Плоди тригранно-кулеподібні, темно-бурі горішки. Цвіте в травні-липні. Плоди дозрівають в липні-серпні.

## Екологія
Росте на степових схилах, кам'янистих оголеннях, в дубових лісах.

## Поширення

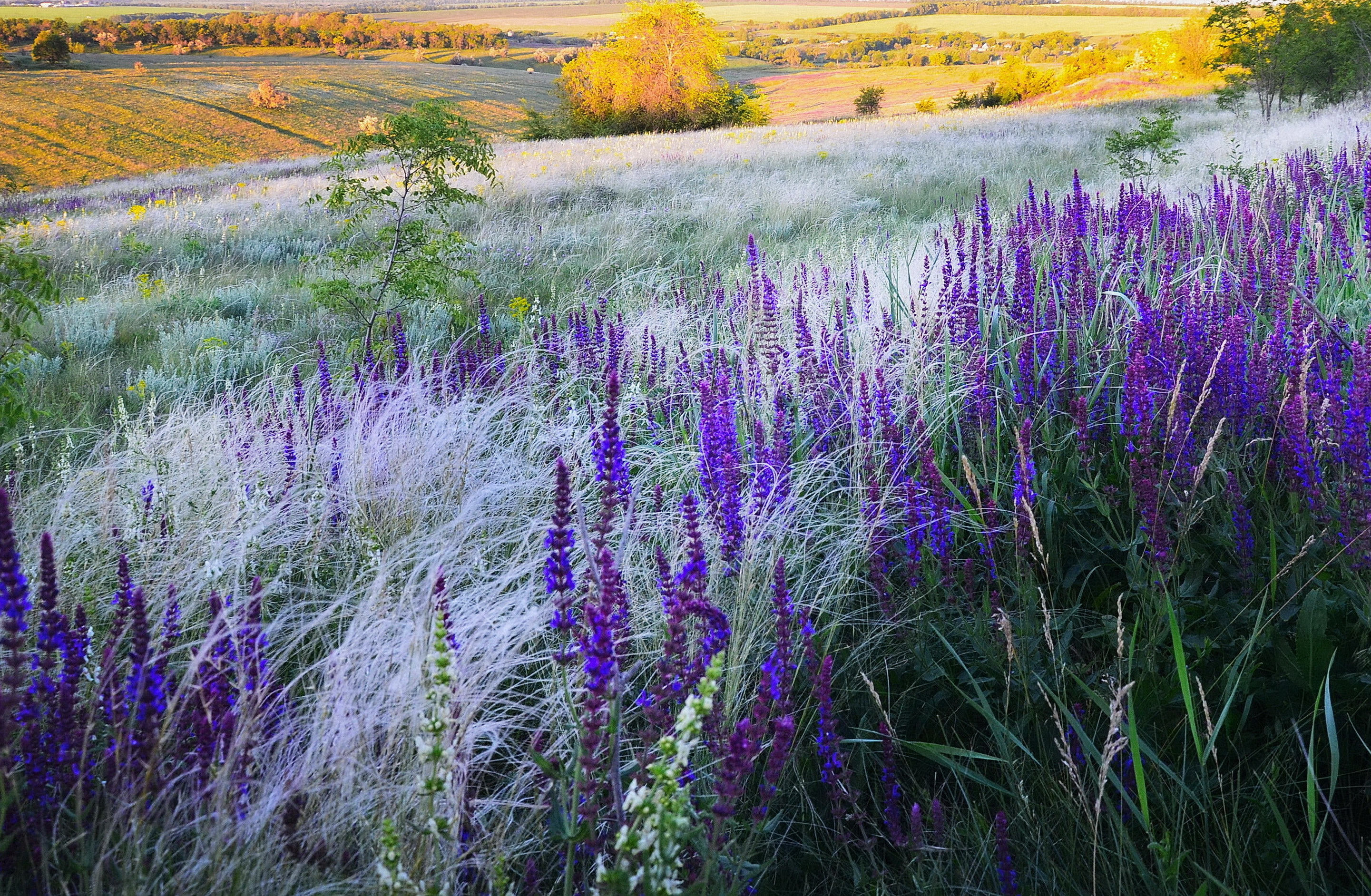
Шавлія сухостепова на степових схилах

Зустрічається спорадично по всій Україні. Східноєвропейський вид.

## Систематика
Шавлія сухостепова була описана М. В. Клоковим і Є. Г. Победімовою у «Флорі СРСР» (1954) як самостійна географічна раса, яка була виділена з Salvia nemorosa L. (шавлії гайової (дібровної)) — виду з великим ареалом, описаного Ліннеєм із Середньої Європи. Як діагностичні ознаки, що відрізняють Salvia nemorosa від Salvia tesquicola, авторами останнього виду наводиться більш довге і густе опушення стебла і чашечок квіток, а також форма стеблових і приквіткових листків.
Кордон між двома цими видами був проведений через Крим, Центральну Україну і Волзько-Донський район.
Висока мінливість, притаманна цьому таксону приводила до виділення із складу Salvia tesquicola нових видів, але через мале число діагностичних ознак і нечітко обмежені ареали, в європейській літературі весь цей комплекс видів, розглядався як єдиний поліморфний вид Salvia nemorosa L. (Hedge, 1961).

## Хімічний склад
Рослина містить 0,02 — 0,04 % ефірної олії світло-жовтого кольору з приємним запахом, дубильні речовини, мінеральні солі і фітонциди.

## Використання
У народній медицині наземну частину використовують внутрішньо як засіб, що збуджує апетит, при шлункових коліках, неврозі серця, неврастенії, бронхіті, як засіб, що пригнічує потовиділення, як заспокійливе, в'язке, протизапальне. Зовнішньо — для полоскань при запальних процесах в горлі і порожнині рота, як ранозагоювальне.